# Shahrbaraz
Shahrbaraz, còn được gọi là Shahrvaraz (tiếng Ba Tư: شهربراز, tiếng trung Ba Tư: 𐭧𐭱𐭨𐭥𐭥𐭥𐭰 Šahrwarāz, qua đời ngày 17 tháng 6 năm 629), là vua của đế chế Sassanid từ ngày 27 tháng 4 năm 629-17 tháng 6 năm 629. Ông đã cướp ngôi vua của Ardashir III, và chỉ bốn mươi ngày sau ông đã bị các quý tộc Sassanid sát hại. Trước khi cướp ngôi, ông là một vị tướng (spahbed) dưới thời Khosrau II (590-628). Tên của ông,Shahrbaraz, thực sự là một danh hiệu kính cẩn, và có nghĩa là "con lợn đực của đế quốc", một cách ca ngợi tài năng chỉ huy quân đội tài tình của ông cũng như bản thân ông là một người hiếu chiến, giống như loài heo đực là loài vật gắn liền với vị thần Hỏa giáo Izad Vahram, đại diện cho chiến thắng.

## Thời niên thiếu
Shahrbaraz xuất thân từ gia tộc Mihran, một trong bảy gia tộc Parthia; ông là con trai của một người tên là Ardashir. Trong cuộc đời sau này của Shahrbaraz, ông đã phục vụ trong quân đội nhà Sassanid, tại đây ông đã thăng quan tiến chức, và được bổ nhiệm làm spahbed của Nēmrōz. Ông còn kết hôn với em gái của vua Sassanid Khosrau II, Mirhran, bà đã sinh cho Shahrbaraz người con trai có tên là Shapur-i Shahrvaraz. Shahrbaraz cũng đã có một người con trai khác tên là Niketas người Ba Tư, có thể là từ cùng một người vợ hoặc với một người phụ nữ khác.

## Chiến tranh với đế quốc Byzantine
Shahrbaraz được nhắc đến lần đầu tiên là khi Khosrau II bắt đầu cuộc chiến tranh Byzantine-Sassanid cuối cùng và cũng là cuộc chiến gây ra sự tàn phá nặng nề nhất, nó sẽ kéo dài 26 năm. Khosrau II, cùng với Shahrbaraz và các tướng lĩnh tài năng nhất khác của ông ta, chinh phục Dara và Edessa năm 604, và ở phía bắc, Byzantine đã bị đẩy lùi lại về biên giới cũ của nó vào năm 591, trước khi Khosrau II giao lại cho họ phần lớn vùng Armenia của Ba Tư, các vùng đất thuộc Lưỡng Hà và nửa phía Tây của vương quốc Iberia. Sau khi tái chinh phục lại những lãnh thổ bị mất, Khosrau II rút khỏi chiến trường và giao lại nhiệm vụ tiến hành các chiến dịch quân sự cho những vị tướng tài năng nhất của ông ta. Shahrbaraz là một trong số họ. Năm 610, Heraclius, một người Armenia  có thể có nguồn gốc từ nhà Arsaces  đã nổi dậy chống lại hoàng đế Byzantine Phocas và giết chết ông ta, và tự xưng là Hoàng đế của đế chế Byzantine. Sau khi trở thành hoàng đế Byzantine, ông ta đã chuẩn bị một cuộc phản công lớn chống lại người Sassanid ở bên ngoài thành Antioch vào năm 613, nhưng đã bị Shahrbaraz đánh cho tan tác, khiến cho quân đội Byzantine bị thiệt hại nặng nề, và sau đó ông đã chiếm lại thành phố này,giúp cho hải quân Sassanid có thể tiến vào biển Địa Trung Hải.

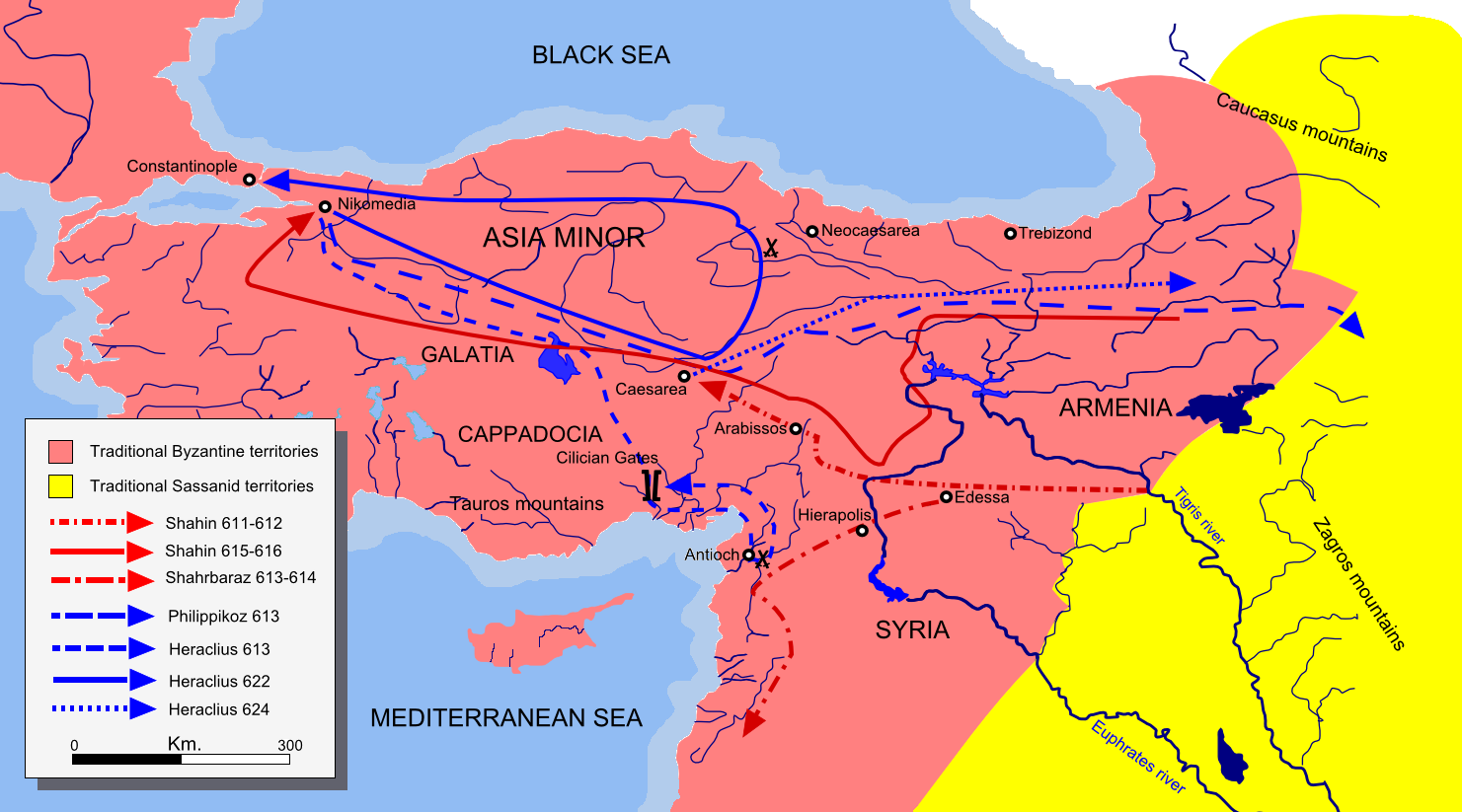
Bản đồ các chiến dịch từ năm 611 tới năm 624 trải dài qua Syria, Anatolia, Armenia, và Lưỡng Hà.

Sau thất bại của người Byzantine bên ngoài Antioch, Heraclius và người em trai Theodore, cùng với tướng Nicetas,tập hợp quân đội của họ ở Syria, nhưng lại tiếp tục bị Shahrbaraz đánh bại. Đạo quân của ông vây hãm Damascus rồi hạ được thành phố cùng với một số lượng lớn tù binh Byzantine.
Một trong những sự kiện quan trọng nhất trong sự nghiệp của ông là khi ông chỉ huy đạo quân Sassanid tiến vào Palaestina, và sau một cuộc bao vây đẫm máu, ông đã chiếm được thành Jerusalem, một thành phố thiêng liêng của người Ki Tô giáo. Sau khi chinh phục Jerusalem, cây Thập tự thánh thiêng liêng đã bị ông đưa về làm chiến lợi phẩm trong lễ khải hoàn. Năm 618, Khosrau II đã lệnh Shahrbaraz xâm chiếm Ai Cập, và năm 619, Alexandria, thủ phủ tỉnh Ai Cập của Byzantine, đã rơi vào tay của người Sassanid.
Sau khi Alexandria thất thủ, Shahrbaraz và đạo quân của ông mở rộng sự cai trị của Sassanid về phía nam dọc theo sông Nile. Năm 621, toàn bộ tỉnh này đã nằm dưới tay người Sassanid. Năm 622, Heraclius tiến hành cuộc phản công chống lại đế chế Sassanid ở Anatolia. Shahrbaraz đã được phái tới nơi này nhằm đối phó với ông ta, nhưng cuối cùng ông lại bị ông ta đánh bại.
Sau khi Heraclius giành chiến thắng, ông ta tiến quân tới Albania Kavkaz và trú đông tai đó. Shahrbaraz, cùng với Shahin và Shahraplakan sau đó đã được Khosrau II phái đến và dẫn dụ quân đội của Heraclius vào bẫy. Shahin đã cố gắng để đánh tan quân đội Byzantine. Do sự ghen tị giữa các chỉ huy Sassanid, Shahrbaraz cùng với quân đội của ông đã vội vã tham chiến nhằm giành lấy vinh quang chiến thắng cho mình. Heraclius đã gặp họ tại Tigranakert và lần lượt đánh tan tác hết đạo quân này tới đạo quân khác của Shahraplakan và Shahin. Sau chiến thắng này, Heraclius vượt qua sông Araxes và cắm trại ở vùng đồng bằng ở phía bên kia. Shahin cùng với đám tàn quân của ông ta và Shahraplakan tập hợp lại với Shahrbaraz để truy kích Heraclius, nhưng đầm lầy đã làm chậm bước tiến của họ. Tại Aliovit, Shahrbaraz đã phân chia lực lượng của ông, phái khoảng 6.000 quân tới phục kích Heraclius trong khi số binh sĩ còn lại thì vẫn đóng quân tại Aliovit. Heraclius đã bất ngờ tiến hành một cuộc tấn kích ban đêm vào trại chính của người Ba Tư, vào tháng 2 năm 625, và phá hủy nó. Shahrbaraz cuống cuồng chạy thoát thân một mình và thậm chí không mặc gì, bỏ mặc lại toàn bộ harem, hành trang và binh sĩ của mình.
Heraclius đã dành khoảng thời gian còn lại của mùa đông ở phía bắc của hồ Van. Năm 625, quân đội của ông ta đã cố gắng tiến quân về phía Euphrates. Chỉ trong bảy ngày, ông ta đã vòng qua núi Ararat và 200 dặm dọc theo sông Arsanias để chiếm Amida và Martyropolis, những pháo đài quan trọng nằm ở thượng nguồn sông Tigris. Heraclius sau đó xuôi theo dòng sông Euphrates, và bị Shahrbaraz truy đuổi. Theo các ghi chép của người Ả Rập, ông ta đã dừng lại ở sông Satidama hay sông Batman Su và chiến thắng; Tuy nhiên những ghi chép của Byzantine lại không đề cập đến vụ việc này. Một cuộc giao tranh nhỏ giữa Heraclius và Shahrbaraz đã diễn ra tại sông Sarus gần Adana. Shahrbaraz đã cho bố trí đạo quân của mình ở phía bên kia con sông về phía người Byzantine. Một cây cầu đã được bắc qua con sông, và người Byzantine ngay lập tức tấn công ồ ạt qua bờ bên kia. Shahrbaraz đã giả vờ rút lui để nhử người Byzantine rơi vào một cuộc phục kích, và đạo quân tiên phong của Heraclius đã bị tiêu diệt một cách nhanh chóng. Dẫu vậy, người Ba Tư lại đã bỏ qua việc khống chế cây cầu, và Heraclius đã tiếp tục tràn qua cùng với hậu quân của mình, ông ta không tỏ ra sợ hãi những mũi tên mà người Ba Tư bắn ra, khiến cho tình thế của trận chiến đảo ngược lại cho người Ba Tư. Shahrbaraz đã bày tỏ sự ngưỡng mộ của mình dành cho Heraclius trước những kẻ phản bội người Hy Lạp: "Hãy nhìn vị hoàng đế của các ngươi. Ông ta coi những mũi tên và ngọn giáo không đáng sợ hơn một cái đe". trận Sarus là một cuộc triệt thoái thành công cho người Byzantine tới mức các bài văn tán tụng đã phóng đại nó lên Sau khi trận đánh kết thúc, quân đội Byzantine đã trú đông tại Trebizond.

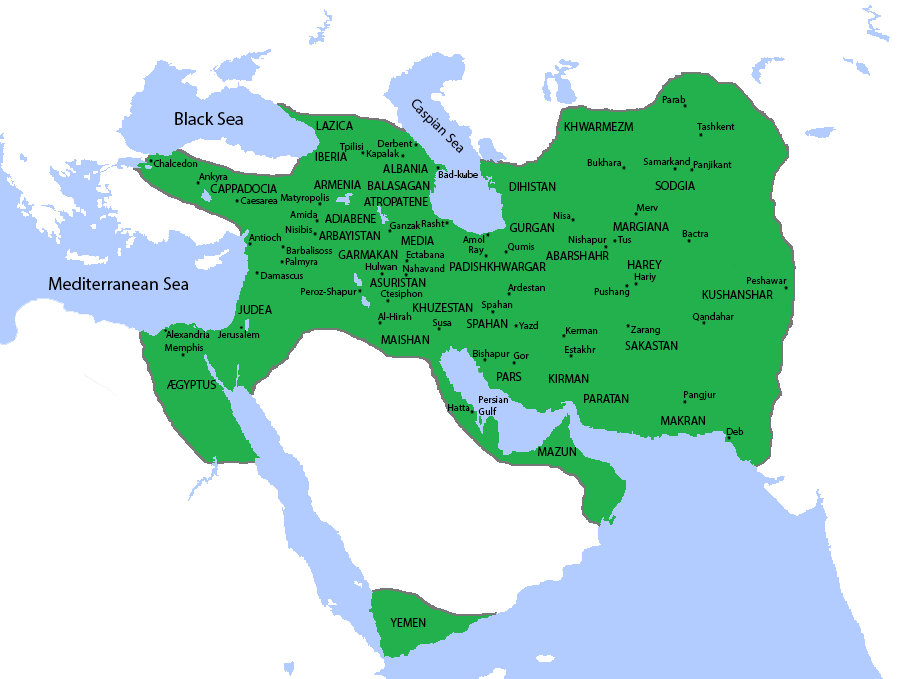
Bản đồ đế chế Sassanid vào giai đoạn đỉnh cao.

### Vây hãm Constantinople
Sau đó, Shahrbaraz cùng với một đội quân nhỏ đã cố gắng len lỏi vượt qua bên sườn đạo quân của Heraclius và thẳng tiến tới Chalcedon, căn cứ của người Sassanid ở phía bên kia bờ Bosphorus, đối diện với thành Constantinople. Khosrau II đã sắp xếp việc phối hợp với vị Khagan của người Avar nhằm tiến hành một cuộc tấn công phối hợp vào Constantinople từ cả hai phía châu Âu và châu Á. Quân đội của Shahrbaraz đóng quân tại Chalcedon, trong khi người Avar đóng quân ở bên phần châu Âu của Constantinople và phá hủy cây cầu cống dẫn nước của Valens. Tuy nhiên, do hải quân Byzantine kiểm soát eo biển Bosphorus, cho nên người Sassanid đã không thể gửi quân tới châu Âu nhằm hỗ trợ cho đồng minh của họ. Điều này làm giảm hiệu quả của cuộc vây hãm, bởi vì người Sassanid là các chuyên gia trong việc vây hãm thành trì. Hơn nữa, người Sassanid và người Avar lại gặp khó khăn trong việc liên lạc qua eo biển Bosphorus được canh gác nghiêm ngặt, mặc dù chắc chắn đã có một số thông tin liên lạc giữa hai đạo quân.
Ngày 07 tháng 8, một hạm đội bè chở quân qua eo biển Bosphorus của người Sassanid đã bị bao vây và bị các tàu của Byzantine tiêu diệt. Người Slav dưới sự lãnh đạo của dân Avar cũng cố gắng tấn công các bức tường thành dọc vịnh Sừng Vàng, trong khi quân chủ lực của người Avar tấn công các bức tường thành trên đất liền. Các chiến thuyền galley của Patricia Bonus đã đâm chìm và phá hủy các con tàu của người Slav; trong khi các cuộc tấn công của người Avar trên đất liền từ ngày 06-ngày 07 tháng 8 cũng thất bại. Cùng với những tin tức về việc Theodore đã giành được một chiến thắng quyết định trước Shahin (được cho là nguyên nhân chính khiến Shahin qua đời sau đó vì suy sụp), người Avars đã rút về vùng nội địa Balkan trong vòng hai ngày, và không bao giờ đe dọa Constantinople một cách nghiêm trọng như vậy thêm một lần nào nữa. Mặc dù quân đội của Shahrbaraz vẫn đóng quân tại Chalcedon, mối đe dọa đối với Constantinople đã kết thúc.
Thất vọng bởi thất bại của Shahrbaraz, Khosrau II đã phái sứ thần mang chiếu thư đến cho Kardarigan, phó tổng chỉ huy trong quân đội Sassanid. Chiếu thư nói rằng Kardarigan phải giết Shahrbaraz và đưa quân đội của ông ta quay trở lại Ctesiphon, nhưng người mang chiếu thư này lại bị binh sĩ Byzantine tóm được ở Galatia, họ sau đó đã dâng bức mật thư lên cho Constantine III, ông ta tiếp đó dâng nó cho Heraclius. Sau khi đọc thư, ông ta đề nghị nên giao chiếu thư này cho Shahrbaraz trong một cuộc gặp mặt tại Constantinople. Shahrbaraz chấp nhận đề nghị của ông ta và gặp Heraclius tại Constantinople, tại đây ông đọc bức mật thư này và đã ngả về phía Heraclius. Shahrbaraz sau đó đã thay đổi nội dung của chiếu thư, khiến cho nó nói rằng Khosrau II hạ lệnh xử tử 400 tướng lĩnh, và đảm bảo rằng Kardarigan cùng phần còn lại của quân đội phải trung thành với ông ta. Shahrbaraz sau đó đưa đạo quân của ông tới miền bắc Syria, tại đây ông có thể dễ dàng quyết định hoặc hỗ trợ cho Khosrau hoặc Heraclius tùy theo tình hình. Tuy nhiên, với việc khiến cho vị tướng tài năng nhất của Khosrau đứng trung lập, Heraclius đã khiến cho kẻ thù mất đi đội quân tinh nhuệ và giàu kinh nghiệm bậc nhất của mình, trong khi lại cũng vừa đảm bảo hai bên sườn của mình trước khi tiến hành xâm lược Ba Tư.

## Lật đổ Khosrau
Năm 627, Khosrau gửi thư cho Shahrbaraz, trong đó nói rằng ông nên đưa quân đội của mình tới Ctesiphon. Tuy nhiên, Shahrbaraz đã không tuân lệnh, ông đem quân đến Asuristan, tại đây ông xây dựng một doanh trại ở Ardashir Khurrah. Khosrau sau đó được phái Farrukhzad tới đàm phán với ông. Tuy nhiên, Farrukhzad đã tiến hành một âm mưu bí mật chống lại Khosrau và Shahrbaraz đã tham gia vào.
Một năm sau, các gia tộc phong kiến của đế quốc Sassanid, vốn đã mệt mỏi bởi cuộc chiến tranh chống lại Byzantine và chính sách áp bức của Khosrau, đã giải thoát cho người con trai của Khosrau là Kavadh, ông ta đã bị chính cha mình giam cầm. Các gia tộc phong kiến này bao gồm: Shahrbaraz, người đại diện cho gia tộc Mihran; gia tộc Ispahbudhan đại diện bởi viên spahbed Farrukh Hormizd và hai con trai của ông ta là Rostam Farrokhzad và Farrukhzad; phe Armenia đại diện bởi Varaztirots II Bagratuni; và cuối cùng là Kanarang. Trong tháng hai, Kavadh cùng với Aspad Gushnasp công phá thành Ctesiphon và giam cầm Khosrau II. Kavadh II sau đó tuyên bố mình là vua của đế chế Sassanid vào ngày 25 tháng hai, và với sự trợ giúp của Piruz Khosrow, ông ta hành quyết tất cả anh em của mình, trong đó có cả người con trai mà Khosrau II yêu quý, Mardanshah. Ba ngày sau, ông ta ra lệnh cho Mihr Hormozd hành quyết cựu hoàng. Với sự đồng ý của các nhà quý tộc Ba Tư, Kavadh sau đó ký kết hiệp ước hòa bình với hoàng đế Byzantine Heraclius, giúp cho Byzantine lấy lại được tất cả lãnh thổ bị mất của họ, tù binh, và một khoản bồi thường chiến phí, cùng với cây Thập Tự Thánh và các thánh tích khác đã bị cướp khỏi Jerusalem vào năm 614
Sau khi đánh mất nhiều lãnh thổ do việc ký kết hiệp ước hòa bình, tầng lớp quý tộc lại bắt đầu hình thành nên các quốc gia độc lập ở bên trong đế chế Sassanid. Điều này gây chia rẽ các nguồn lực của đất nước. Hơn nữa, các con đập và kênh đào bị bỏ hoang, và một đại dịch khủng khiếp đã bùng phát ra ở các tỉnh miền Tây của Ba Tư, giết chết một nửa dân số cùng với vua Kavadh II, ông ta sau đó được kế vị bởi Ardashir III.

## Cướp ngôi
Sau khi Kavadh II qua đời, Heraclius đã gửi cho Shahrbaraz một lá thư nói rằng:
| “ | Bây giờ vị vua Iran đã băng hà, ngai vàng và vương quốc là dành cho ngài đấy. Ta sẽ ban tặng nó cho ngài, và con cái của ngài sau này. Nếu một đội quân là cần thiết, ta sẽ hỗ trợ cho ngài bao nhiêu [quân] mà ngài có thể cần. | ” |

Ngày 27 tháng 4 năm 629 (hoặc năm 630)  Shahrbaraz đã bao vây Ctesiphon với một đạo quân 6.000 binh sĩ. Dẫu vậy, ông đã không thể đánh chiếm được thành phố, và sau đó ông đã xây dựng một liên minh với Piruz Khosrow, lãnh đạo của phe Parsig (Ba Tư), và cũng là viên bộ trưởng trước đây của đế quốc dưới triều đại của cha Ardashir, Kavadh II. Ông cũng đã liên minh với Namdar Jushnas, người đã kế nhiệm ông là spahbed của Nēmrōz vào năm 626. Với sự trợ giúp của hai nhân vật quyền lực này, Shahrbaraz đã chiếm được Ctesiphon, và hành quyết Ardashir III cùng với nhiều quý tộc Sassanid, bao gồm viên bộ trưởng của Ardashir, Mah-Adhur Gushnasp. Tiếp đó, Shahrbaraz trở thành vị vua mới của đế quốc Sassanid, và xử tử Kardarigan, do ông này phản đối Shahrbaraz sau khi ông soán ngôi nhà Sassanid. Heraclius cũng thừa nhận người con trai theo Thiên chúa giáo của Shahrbaraz, Niketas, là người thừa kế của ông. Một tín đồ thiên chúa giáo Iran là người thừa kế của đế chế Sassanid mở ra cơ hội cho đạo Thiên chúa ở Ba Tư. Sau bốn mươi ngày cai trị, Shahrbaraz đã bị Farrukh Hormizd ám sát, ông ta sau đó đã tôn Borandukht, con gái của Khosrau II, lên làm nữ hoàng.

## Di sản
Shahrbaraz đã đóng một vai trò quan trọng trong cuộc chiến tranh Byzantine-Sassanid từ năm 602-628, và các sự kiện xảy ra sau cuộc chiến tranh này; cuộc binh biến của ôn chống lại Khosrau II đã đem lại một chiến thắng kiểu Pyrros cho Byzantine và khiến cho đế chế Sassanid rơi vào một cuộc nội chiến. Sau khi Shahrbaraz mất, con trai của ông, Shapur-i Shahrvaraz đã lật đổ Borandukht và trở thành vua của đế chế Sassanid. Tuy nhiên, triều đại của ông này đã không kéo dài lâu, và chỉ một thời gian ngắn sau các nhà quý tộc Sassanid đã lật đổ ông ta. Trong cùng thời gian này, Niketas đã phục vụ trong quân đội Byzantine, và sau đó ông ta có mặt trong trận Yarmouk với vai trò là một tướng lĩnh Byzantine, trong cuộc chiến tranh Ả Rập-Byzantine.